# Eric Bell
Eric Robin Bell (nasceu em 3 de setembro de 1947 no East Belfast, Irlanda do Norte) é um guitarrista e músico irlândes, também conhecido como Eric Bell. Ele ficou melhor conhecido por ser o guitarrista original do grupo de rock Thin Lizzy. Depois de seu tempo na banda, ele teve um breve período como sendo vocalista de seu próprio grupo de rock.

## Carreira

### Começo da carreira
Bell começou sua carreira em grupos locais perto da área de Belfast, incluindo a última formação do Them que tinha como fundador Van Morrison, entre setembro e outubro de 1966. Ele também tocou com inúmeras outras bandas incluindo Shades of Blue, The Earth Dwellers e The Bluebeats, antes de entrar na showbanda irlandesa chamada The Dreams. Ele deixou a banda em 1969 pois tinha cansado do formato showband, e no fim daquele ano ele formou uma banda com músicos locais Phil Lynott, Eric Wrixon e Brian Downey. Bell nomeou o grupo Thin Lizzy, se inspirando em Tin Lizzie, um personagem robótico da revista The Dandy.

### Thin Lizzy

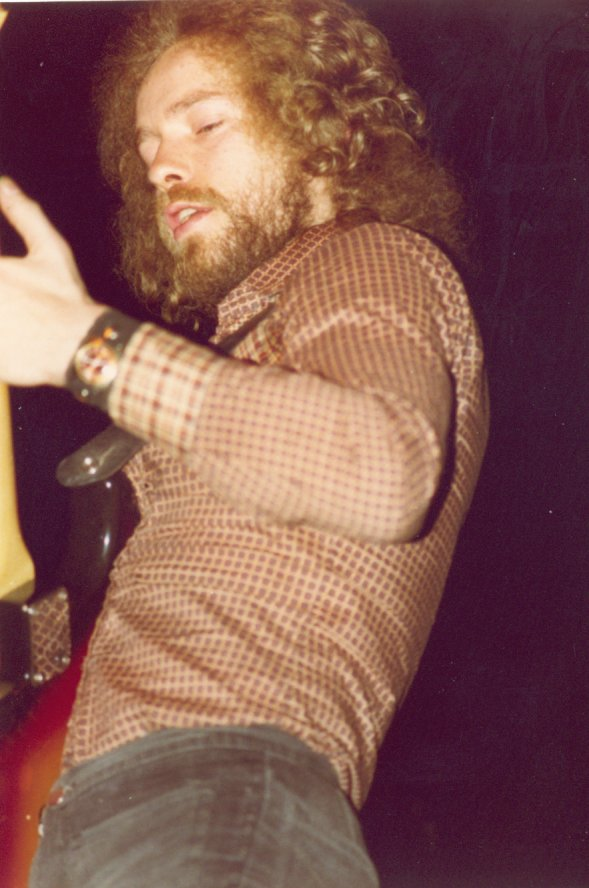
Eric Bell com o Thin Lizzy, 1972

Wrixon deixou o Thin Lizzy depois de alguns meses, e o trio já tinha um contrato seguro com a Decca. Como guitarrista principal, Bell tocou nos três primeiros álbuns do Thin Lizzy: Thin Lizzy, Shades of a Blue Orphanage e Vagabonds of the Western World, como o hit single Whiskey in the Jar. Ele co-escreveu inúmeras músicas com Lynott e Downey, incluindo "The Rocker", que havia se tornado a música favorita ao vivo durante toda a carreira da banda. Ele também compôs uma música sozinho, "Ray Gun", do seu primeiro álbum, Thin Lizzy.
Mesmo o Thin Lizzy começar a ganhar popularidade durante o começo dos anos 70, a pressão para gravar, fazer turnês e os excessos do estilo de vida de rockstar começaram a cobrar seu preço. Ele deixou a banda depois do concerto da Véspera de Ano Novo em 1973, ele jogou sua guitar para o ar no meio do concerto, puxando os amplificadores para a pláteia e deixar o palco tempestuoso. Ele disse mais tarde que ele não se arrepende de ter deixado: "Eu realmente tinha que deixar por causa de problemas de saúde. Era exautivo, e a maioria das coisas estavam disponíveis para mim...Eu realmente não podia lidar com isso." Ele foi temporariamente substítuido por Gary Moore.

### The Noel Redding Band
Em 1974, depois de um curto período como vocalista de sua própria banda chamada Eric Bell Band, Bell foi recrutado pelo ex-colega do Jimi Hendrix, Noel Redding, junto com o tecladista Dave Clarke e o baterista Led Sampson, para formar a The Noel Redding Band. Bell inicialmente não tinha certeza que direção musical Redding estava tomando, mas então foram para o estúdio gravar dois álbuns com o grupo antes do grupo se separar em 1976. O terceiro álbuns das canções não utilizadas foram lançadas em 1995. Bell compôs a canção "Love and War" para o segundo álbum, "Blowin'.

### Anos 80 e Mainsqueeze

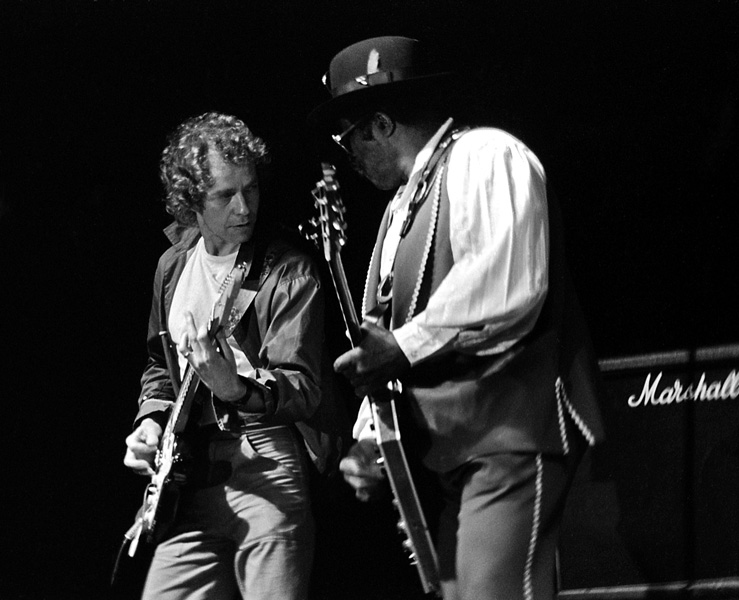
Eric Bell e Bo Diddley tocando com Mainsqueeze na Novi Sad, antiga Iugoslávia, 27 de fevereiro de 1984.

Em 1980, Bell se reuniu com o Thin Lizzy para gravar uma canção-tributo para Jimi Hendrix", chamada "Song for Jimmy", que fora lançada em um flexi disc laranja e dado a revista Flexipop em agosto de 1981. E mais tarde, ela foi incluída no box set do Thin Lizzy chamado Vagabonds, Kings, Warriors, Angels de 2002. Bell também fez uma aparição como convidado especial da última turnê de Thin Lizzy em 1983, e para acompanhar no álbum, Life.
Bell também reapareceu com sua própria banda no final dos anos 70, e lançou um EP em 1981.
Bell subsequentemente se juntou ao saxofonista Dick Heckstall Smith para a banda de blues rock Mainsqueeze. Eles fizeram turnê na Europa, gravaram um álbum ao vivo em 1983, e depois fizeram turnê como grupo de fundo do Bo Diddley, gravando o álbum Hey... Bo Diddley: In Concert em 1986.

### Final da carreira
Bell continua tocando e gravando com a sua banda Eric Bell Band desde a metade dos anos 1990, lançando alguns álbuns. Ele também gravou com o Barrelhouse Brothers.
Em 2005, ele se juntou no palco com Gary Moore para tocar "Whiskey in the Jar" no concerto de tributo ao Phil Lynott chamado "The Boy Is Back in Town" no Teatro Point, Dublin. Ele foi lançado como DVD chamado One Night in Dublin: A Tribute to Phil Lynott. Em 2010, Bell se mudou de Londres aonde ele viveu por muitos anos para sua nova casa em West Cork, Irlanda.

## Discografia

### com o Thin Lizzy
- Thin Lizzy (1971)
- Shades of a Blue Orphanage (1972)
- Vagabonds of the Western World (1973)
- "Song for Jimmy" – single em Flexipop (1981)
- Life (1983)

### com o The Noel Redding Band
- Clonakilty Cowboys (1975)
- Blowin' (1976)
- The Missing Album (1995)

### com o Mainsqueeze
- Live at Ronnie Scott's Club (França, 1983)
- Hey... Bo Diddley: In Concert – como grupo de fundo do Bo Diddley (1986)

### com o Eric Bell Band
- "The Eric Bell Band E.P." (1981)
- "Lonely Man / Anyone Seen My Baby" – single version of the E.P. (1981)
- Live Tonite (Sweden, 1996)
- Irish Boy (Spain, 1998)
- Live Tonite Plus (Extra tracks, 2001)
- A Blues Night in Dublin (2002)
- Lonely Nights in London (2010)
- Belfast Blues in a Jar (2012)[14]

### com o Barrelhouse Brothers
- Pick It Up, Pass It On (2002)